# Натх
Натх, також Нат (β Тельця) — хімічно пекулярна зоря спектрального класу B8, що має видиму зоряну величину в смузі V приблизно  1,7.
Друга за яскравістю в сузір'ї Тельця. Розташована на відстані близько 131,0 світлових років від Сонця.

## Фізичні характеристики
Зоря досить швидко обертається навколо своєї осі. Проєкція її екваторіальної швидкості на промінь зору становить  Vsin(i) = 64 км/сек.

## Пекулярний хімічний вміст
Зоряна атмосфера HD35497 має підвищений вміст хрому.

## Магнітне поле
Спектр даної зорі вказує на наявність магнітного поля у її зоряній атмосфері.
Напруженість повздовжної компоненти поля оціненої з аналізу
крил ліній Бальмера
становить  103,0± 125,0 Гаус.